# 曼代卡杜
曼代卡杜（Mandaikadu），是印度泰米尔纳德邦甘尼亚古马里县的一个城镇。总人口12349（2001年）。

## 人口
该地2001年总人口12349人，其中男性6187人，女性6162人；0—6岁人口1260人，其中男648人，女612人；识字率76.48%，其中男性为77.81%，女性为75.14%。